# Lagarto
Lagarto város Brazíliában, Sergipe államban. Lakosainak száma 101 579 fő (2022). Lagarto Simão Dias, Riachão do Dantas, Boquim, Campo do Brito, Itaporanga d'Ajuda, Macambira, Pedra Mole, Salgado és São Domingos községekkel határos.

## Népesség
A település népességének változása:
| Lakosok száma | 83 334 | 94 861 | 105 221 | 106 015 | 101 579 |
|               | 2000   | 2010   | 2020    | 2021    | 2022    |